# Comitat de Virovitica-Podravina
Le comitat de Virovitica-Podravina (en croate, Virovitičko-podravska županija) est un comitat du nord de la Slavonie en Croatie. Son centre est Virovitica et il s'étend autour de la rivière Drava, d'où son nom Podravina.
Selon le recensement de 2011, le comitat comptait 84 836 habitants.

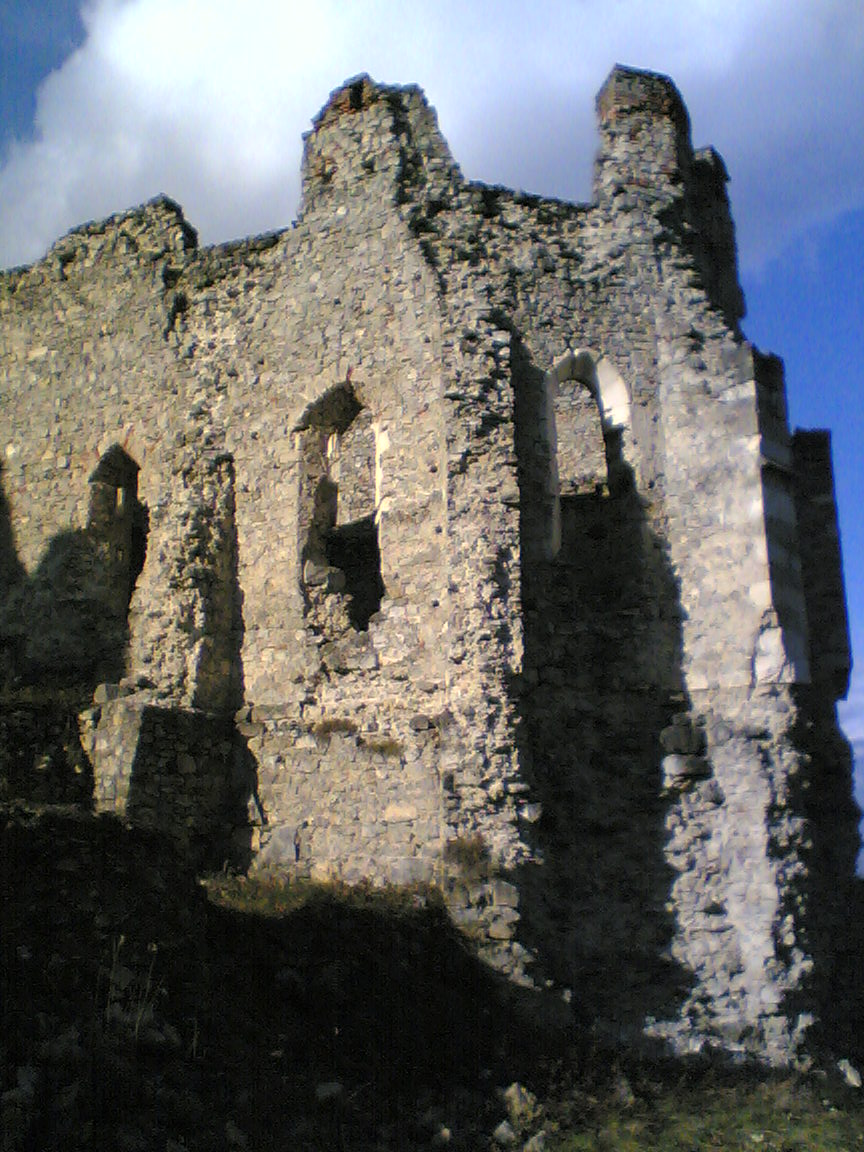
Église gothique d'Orahovica

## Subdivision administrative
Le comitat de Virovitica-Podravina est divisé en 3 villes et 13 municipalités.
- Ville de Virovitica (siège du comitat)
- Ville de Slatina
- Ville d'Orahovica
- Municipalité de Pitomača
- Municipalité de Špišić Bukovica
- Municipalité de Lukač
- Municipalité de Gradina
- Municipalité de Suhopolje
- Municipalité de Sopje
- Municipalité de Voćin
- Municipalité de Čađavica
- Municipalité de Nova Bukovica
- Municipalité de Crnac
- Municipalité de Mikleuš
- Municipalité de Čačinci
- Municipalité de Zdenci